# Aleksandar Alač
Aleksandar Alač (Split, 16. kolovoza 1960.), srbijanski kazališni, televizijski i filmski glumac hrvatskog podrijetla.

## Životopis
Rodio se u Splitu. Diplomirao je glumu na Akademiji dramskih umjetnosti u Novom Sadu u klasi profesora Branka Pleše 1986. godine. Stalni je član Beogradskog dramskog kazališta od 1987. godine. Ostvario je manje epizodne filmske uloge, od kojih su najpoznatije Jaša Rajter u seriji Odlazak ratnika, povratak maršala i potpukovnik Mihailo Naumović u seriji Kraj dinastije Obrenović.
Bio je oženjen srbijanskom glumicom Vesnom Čipčić s kojom ima kći Anju i sina Ivana.
Od 2008. je u partnerstvu s kćeri glumca Petra Kralja, redateljicom Milicom Kralj.
Od 26. veljače 2017. zamjenik je predsjednice Upravnog odbora Hrvatskoga kulturnog društva "Hrvatski kulturni centar-Beograd" Ljiljane Crnić.

## Filmografija
| 1980.-te   |                                                            |                              |
| 1984.      | Sedefna ruža (TV serija)                                   |                              |
| 1986.      | Vrenje (TV serija)                                         | Blagoje Parović              |
| 1986.      | Odlazak ratnika, povratak maršala (TV serija)              | Joahim Rajter                |
| 1987.      | Pogrešna procena (TV film)                                 |                              |
| 1990.-te   |                                                            |                              |
| 1995.      | Kraj dinastije Obrenović (TV serija)                       | potpukovnik Mihailo Naumović |
| 2000.-te   |                                                            |                              |
| 2007-2008. | Ljubav i mržnja                                            | Stanko                       |
| 2013.      | Gde je Nađa? (TV serija)                                   | Inspektor                    |
| 2014.      | Ilija Okrugić-domovino slatko milovanje (dok.-igrani film) |                              |
| 2016.      | Dobra žena                                                 | Bibin muž                    |
| 2017.      | Rekvijem za gospođu J                                      |                              |

## Vanjske poveznice
- Aleksandar Alač u internetskoj bazi filmova IMDb-u (engl.)